# 장수 황씨
장수 황씨(長水黃氏)는 전북특별자치도 장수군을 본관으로 하는 한국의 성씨이다.

## 역사
시조(始祖) 황경(黃瓊)은 신라 말기 시중(侍中)을 역임했다. 1723년(景宗 癸卯)에 편찬된 《장수황씨세보(長水黃氏世譜)》에 '시조는 경(瓊)이며 신라(新羅)에서 벼슬하여 지위가 시중(侍中)에 이르렀고, 배(配)는 경주 김씨(慶州金氏)니 경순왕(敬順王) 부(溥)의 딸이다'라고 되어 있다. 후일 대제학(大提學)과 영의정(領議政)을 지낸 조인영(趙寅永)도 1831년 운계(雲溪) 황신구(黃信龜)의 비문에 '신라 상주(尙主 = 駙馬) 경(瓊)이 비로소 득성(得姓)하였다'라 하여 이를 뒷받침한다.
9세손 황공유(黃公有)는 고려 명종 때 전중감(殿中監)을 지내고 무신 이의방(李義方)의 난을 피해 고향인 장수로 돌아왔다가 남원(南原)으로 옮겨 세거하였는데 지금의 광한루(廣寒樓)가 옛 집터이다.
18세손 황석부(黃石富)까지 중간 계대를 고증할 수 없어 황석부(黃石富)를 기세조로 하여 세계를 이어오고 있다. 황석부는 조선 세종 때 18년 동안 영의정에 재위한 황희(黃喜)의 증조부로서 사후 호조참의(戶曹參議)로 추증되었다.
영의정 황희가 세종묘에 배향되었다. 황희 정승의 장남 황치신(黃致身)은 우의정에 추증되었고, 셋째 아들 황수신(黃守身)은 남원부원군(南原府院君)으로서 1467년(세조 13년) 영의정에 올랐다.
장수 황씨는 조선시대 문과 급제자 44명을 배출하였다.

## 본관
장수(長水)는 본래 백제의 우평(雨坪)이었는데, 신라에서 고택(高澤)으로 고쳐 장계군(長溪郡)에 속하게 하였고, 고려에서 장수현(長水縣)으로 고쳐서 남원부(南原府)의 임내(任內)로 하였다.
《여지승람(輿地勝覽)》 전라도(全羅道) 장수현(長水縣) 성씨조(姓氏條)에 본현(本縣) 황씨(黃氏)라 되어있으며, '경(瓊)의 9세손(世孫) 공유(公有)가 고려 명종(明宗) 때 무신(武臣)의 변(變)을 피하여 고향(故鄕) 장수(長水)로 돌아왔고, 다시 지방 관헌을 피하여 남원(南原)으로 옮겼다. 후손이 이곳에 살았으니 광한루(廣寒樓)가 그 구기(舊基)다'라는 기록이 있다. 이로 미루어 고려 명종(明宗) 이전부터 장수(長水)를 관향(貫鄕)으로 삼았을 것으로 추정된다.

## 분파
황희(黃喜)의 아들 4형제인 5세손에서 4파로 나뉜다.
- 장남 황치신(黃致身) → 호안공파(胡安公派)
- 차남 황보신(黃保身) → 소윤공파(少尹公派)
- 삼남 황수신(黃守身) → 열성공파(烈成公派)
- 사남 황직신(黃直身) → 사직공파(司直公派)

## 항렬자
1세 황석부(黃石富) → 2세 황균비(黃均庇) → 3세 황군서(黃君瑞) → 4세 황희(黃喜)
| 20세     | 21세     | 22세   | 23세     | 24세          | 25세              | 26세          | 27세              | 28세          | 29세              | 30세          | 31세     | 32세          | 33세              | 34세          | 35세              | 36세          | 37세              | 38세          | 39세              | 40세          | 41세              | 42세          | 43세              | 44세          | 45세              | 46세          | 47세              | 48세          | 49세              | 50세          |
| -------- | -------- | ------ | -------- | ------------- | ----------------- | ------------- | ----------------- | ------------- | ----------------- | ------------- | -------- | ------------- | ----------------- | ------------- | ----------------- | ------------- | ----------------- | ------------- | ----------------- | ------------- | ----------------- | ------------- | ----------------- | ------------- | ----------------- | ------------- | ----------------- | ------------- | ----------------- | ------------- |
| 口현(顯) | 口주(周) | 의(義) | 口연(淵) | 인(仁) 해(楷) | 口하(夏) 口조(照) | 규(圭) 요(堯) | 口상(商) 口옥(鈺) | 영(永) 도(渡) | 口진(震) 口극(極) | 기(箕) 시(是) | 口중(重) | 호(鎬) 현(鉉) | 口순(淳) 口천(泉) | 만(萬) 동(棟) | 口섭(燮) 口욱(昱) | 시(時) 은(垠) | 口석(錫) 口갑(鉀) | 해(海) 재(渽) | 口식(植) 口업(業) | 병(炳) 지(智) | 口재(在) 口원(垣) | 용(鎔) 용(鏞) | 口택(澤) 口식(湜) | 상(相) 주(柱) | 口열(烈) 口석(晳) | 기(基) 당(塘) | 口종(鍾) 口정(錠) | 영(渶) 온(溫) | 口환(桓) 口병(柄) | 경(炅) 경(景) |

## 조선 왕실과의 인척 관계
- 순화군(선조의 서자) 정비 군부인 장수 황씨

## 집성촌
- 경기도 파주시 탄현면 금승리
- 경기도 파주시 탄현면 용미리
- 경기도 파주시 문산읍 사목리
- 경기도 이천시 율면
- 세종특별자치시 연동면 명학리
- 전북특별자치도 남원시 수지면
- 전북특별자치도 남원시 사매면 수월리
- 전북특별자치도 남원시 대산면 대곡리
- 전북특별자치도 김제시 용지면 예촌리
- 전북특별자치도 진안군 안천면 백화리
- 전라남도 장흥군 회진면 덕산리
- 전라남도 고흥군 금산면 신평리
- 충청북도 충주시 노은면 가신2리
- 충청남도 대전시

- 충청남도 금산읍

- 충청남도 공주시

- 충청남도 연기군

- 경상북도 상주시

- 경상북도 문경시

- 경상남도 밀양시

## 인구
- 1985년 29,971가구 126,746명
- 2000년 45,567가구 146,575명
- 2015년 170,988명
- 2020년 56,939명